# Batalha de Boulogne

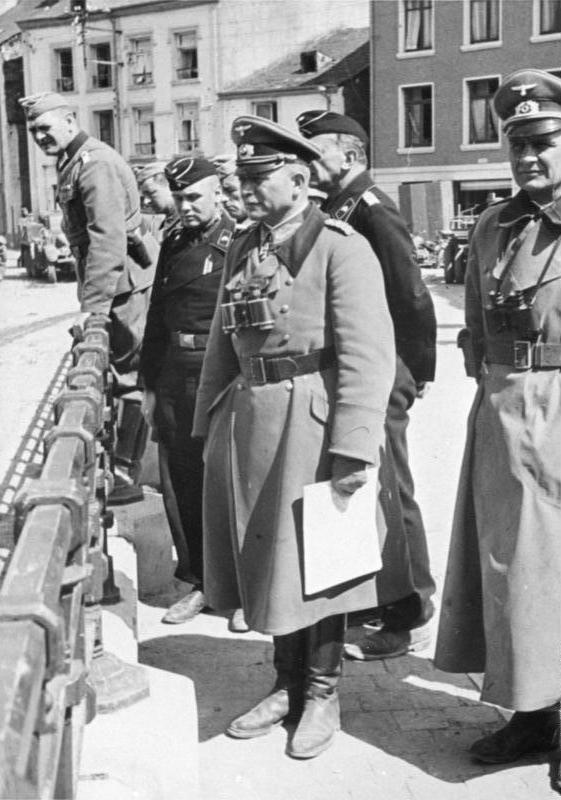
Guderian durante a Batalha da França

A Batalha de Boulogne em 1940 foi a defesa do porto de Boulogne-sur-Mer pelas tropas francesas, britânicas e belgas na Batalha da França durante a Segunda Guerra Mundial. A batalha foi travada ao mesmo tempo que o Cerco de Calais, pouco antes da Operação Dínamo, a evacuação da Força Expedicionária Britânica (FEB) de Dunquerque. Após o contra-ataque franco-britânico na Batalha de Arras em 21 de maio, as unidades alemãs foram mantidas prontas para resistir à retomada do ataque em 22 de maio. General der Panzertruppe (tenente-general) Heinz Guderian, o comandante do XIX Corpo do exército, protestou que queria correr para o norte subindo a costa do Canal para capturar Boulogne, Calais e Dunquerque. Um ataque de parte do XIX Corpo de exército não foi ordenado até as 12h40 do dia 22 de maio, quando as tropas aliadas em Boulogne haviam sido reforçadas da Inglaterra pela maior parte da 20ª Brigada de Guardas.
Os guardas tiveram tempo de cavar ao redor do porto antes que a 2ª Divisão Panzer, que havia sido atrasada pelas tropas francesas em Samer, atacasse o perímetro mantido pelos guardas irlandeses por volta das 17h e fosse expulsa após uma hora de combate. A frente da Guarda Galesa foi atacada às 20h e novamente ao anoitecer, interrompendo um grupo de irlandeses às 22h. Na madrugada de 23 de maio, os ataques alemães recomeçaram, eventualmente empurrando os defensores de volta para a cidade. Cerca de oitenta bombardeiros leves da Royal Air Force (RAF) realizaram missões de apoio aos defensores do porto.
Os navios da Marinha Real entraram e saíram do porto; Contratorpedeiros franceses e britânicos bombardearam posições alemãs enquanto feridos e não combatentes eram embarcados e um grupo de demolição da marinha desembarcava. Durante uma calmaria na tarde de 23 de maio, a Luftwaffe bombardeou o porto, apesar de ter sido interceptada por caças da RAF. Às 18h30, a Brigada de Guardas recebeu ordem de reembarcar; os contratorpedeiros britânicos enfrentaram o desafio de tanques e artilharia alemães para atracar. Os defensores franceses acima da cidade baixa não puderam ser contatados e somente na manhã de 24 de maio o general Lanquetot percebeu que os britânicos haviam partido.
As tropas francesas e britânicas restantes resistiram até 25 de maio e depois se renderam. Guderian escreveu que a ordem de parada e a retenção de forças consideráveis para se proteger contra os contra-ataques aliados perderam uma oportunidade de capturar rapidamente os portos do canal e destruir as forças aliadas no norte da França e na Bélgica. Um avanço em Dunquerque começou em 23 de maio, mas no dia seguinte foi interrompido até 27 de maio; Dunquerque não foi capturado até 4 de junho, quando a maior parte do FEB e muitas tropas francesas e belgas haviam escapado.